# مود روتگرینگ
مود روتگرینگ (انگلیسی: Maud Roetgering؛ زادهٔ ۳۱ ژوئیهٔ ۱۹۹۲) بازیکن فوتبال اهل پادشاهی هلند است.